# Crossopalpus bonomettoi
Crossopalpus bonomettoi is een vliegensoort uit de familie van de Hybotidae. De wetenschappelijke naam van de soort is voor het eerst geldig gepubliceerd in 1984 door Raffone.